# Pelegrina balia
Pelegrina balia là một loài nhện trong họ Salticidae.
Loài này thuộc chi Pelegrina. Pelegrina balia được Maddison miêu tả năm 1996.